# Oxyrhopus melanogenys
Espèce
Synonymes
- Sphenocephalus melanogenys Tschudi, 1845
- Oxyrhopus tergeminus Jan, 1870
- Tachymenis bitorquata Günther, 1872

Statut de conservation UICN

 LC  : Préoccupation mineure
Oxyrhopus melanogenys  est une espèce de serpents de la famille des Dipsadidae.

## Répartition
Cette espèce possède une large répartition dans toute la forêt amazonienne, en Colombie, au Venezuela, au Guyana, au Brésil, en Équateur, au Pérou, en Bolivie, en Guyane et au Suriname. Sa coloration est très variable en fonction des localités, il s'agit probablement d'un complexe de plusieurs espèces.

## Description
C'est un serpent ovipare.

## Liste des sous-espèces
Selon The Reptile Database (2 septembre 2013) :
- Oxyrhopus melanogenys melanogenys (Tschudi, 1845)
- Oxyrhopus melanogenys orientalis  Cunha & Nascimento, 1983

## Publications originales
- Cunha & Nascimento, 1983 : Os Ofidios da Amazônia. XIX. As espécies de Oxyrhopus Wagler, com uma subespécie nova, e Pseudoboa Schneider, na Amazônia orientale e Maranhão (Ophidia: Colubridae). Boletim do Museu Paraense Emilio Goeldi, Nova Serie, Zoologia, no 112, p. 1-42.
- Tschudi, 1845 : Reptilium conspectus quae in Republica Peruana reperiuntur et pleraque observata vel collecta sunt in itinere. Archiv für Naturgeschichte, vol. 11, no 1, p. 150-170 (texte intégral).